# 마치에이 스투흐르
마치에이 예지 슈투르(Maciej Jerzy Stuhr, 1975년 6월 23일 ~ )는 폴란드의 배우이다.

## 출연 작품
- 사일런스 오브 더 폴리시 램스 (2017)
- 트래픽 디파트먼트 (2013)
- 애프터매스 (2012)
- 칸피단트 (2012)
- 전장의 묵시록 (2012)